# Ocindol, Vrața
Ocindol (în bulgară Очиндол) este un sat în comuna Mezdra, regiunea Vrața,  Bulgaria. 

## Demografie
Componența etnică a satului Ocindol
     Bulgari (100%)
     Nicio identificare (0%)
     Altele (0%)
La recensământul din 2011, populația satului Ocindol era de 165 locuitori. Din punct de vedere etnic, toți locuitorii erau bulgari.